# Laguna di Viesca
La Laguna di Viesca è una laguna situata in Messico, nel comune di Viesca, nello stato di Coahuila. La Laguna di Viesca ha come immissario il fiume Aguanaval, che nasce nelle Sierras de la Mesa del Centro, nello stato di Zacatecas.

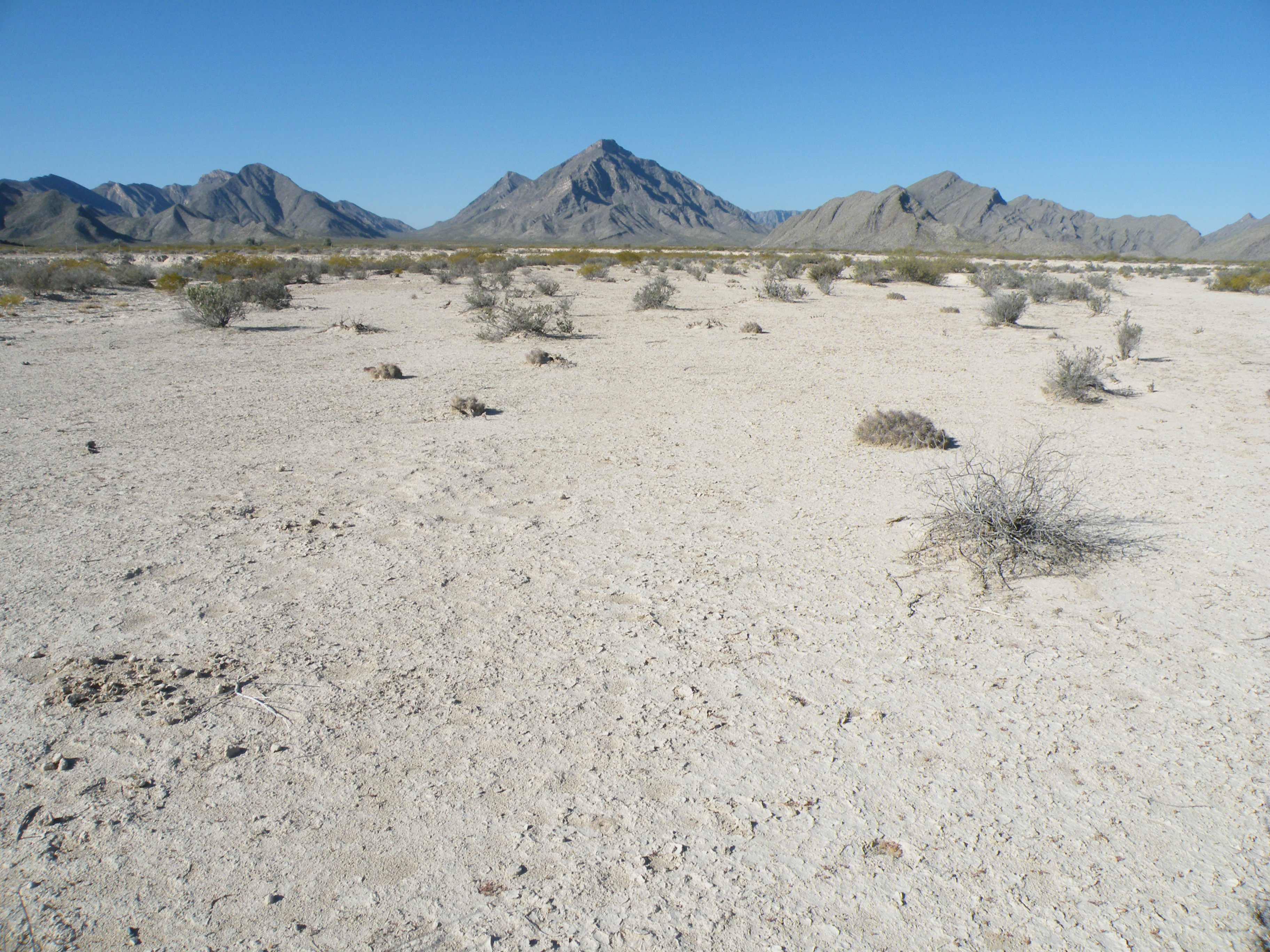
Laguna di Viesca

Nel corso dei secoli XIX e XX, grandi appezzamenti di terreno della zona circostante la laguna vengono convertiti ad usi agricoli e il fiume Aguanaval fu regolato da dighe; ciò ha causato la scomparsa della laguna e del suo ecosistema, oltre alla riduzione delle falde acquifere.
Prima del prosciugamento la laguna era popolata da pesci e uccelli di diverse specie, che davano sostentamento alle popolazioni native della regione.
Al momento la zona si è trasformata in un deserto poiché in poche occasioni la laguna ha avuto acqua. Nell'estate del 2013, le abbondanti piogge hanno portato i serbatoi delle dighe a capacità massima e quindi si verificò la necessità di sversare nuovamente acqua nella laguna.
Da documenti del 1605, risulta che la laguna di Viesca aveva circa 18 chilometri di perimetro e un diametro di circa 6 chilometri.
Il suo bacino, insieme a quello della Laguna di Mayrán, è compreso nel bioma dei Acque dolci di bacini xerici e endoreici nº 163 e costituisce un'ecoregione d'acqua dolce della lista Global 200. La maggior parte dell'ecoregione si estende all'interno del deserto di Chihuahua, che è una delle ecoregioni aride più ricche di biodiversità al mondo, ed è caratterizzata da un alto endemismo.